# Nukleární magnetická rezonance fluoru-19

Příklad 19F NMR spektra organické sloučeniny (N-(hex-5-yn-1-yl)perfluorpentanamidu). Pro každý signál jsou zobrazeny integrace.

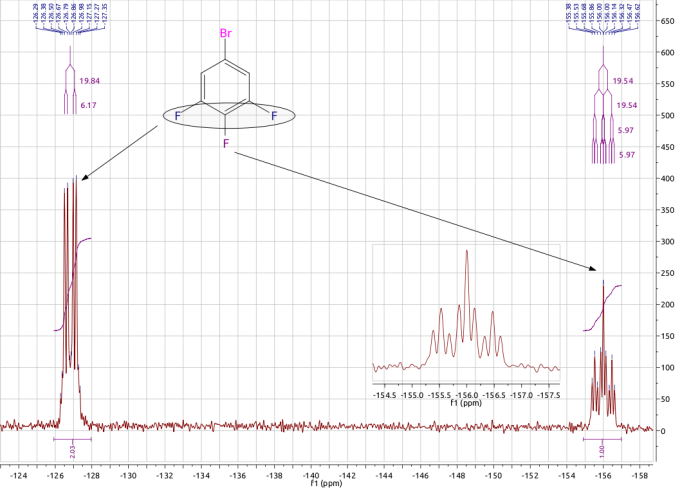
19F NMR spektrum 1-brom-3,4,5-trifluorbenzenu. Je zde patrné spin–spinové párování para-fluoru se dvěma meta-fluory a dvěma ortho-protony.

Nukleární magnetická rezonance fluoru-19 (fluorová NMR nebo 19F NMR) je druh spektroskopie nukleární magnetické rezonance používaný k detekci a identifikaci sloučenin obsahujících fluor. 19F se z hlediska NMR spektroskopie vyznačuje dobrou receptivitou a rozptylem chemických posunů větším než u protonové NMR.
19F má jaderný spin ½ a vysoký gyromagnetický poměr, což tento izotop činí vysoce citlivým na NMR; 19F také tvoří veškerý přírodní fluor. Jedinými dalšími vysoce citlivými jádry monoizotopických nebo téměř monoizotopických prvků, která mají spin ½ a jsou tak NMR-aktivní, jsou 1H a 31P; 89Y, 103Rh, a 169Tm jsou též monoizotopické a mají spin ½, ale vykazují nízké gyromagnetické poměry. Jádra 19F mají třetí nejvyšší receptivitu pro NMR, po 3H a 1H.
Chemické posuny se u 19F NMR vyskytují v rozmezí o šířce přibližně 800 ppm. U organofluorových sloučenin je rozpětí užší, běžné jsou hodnoty mezi −50 až −70 ppm (u skupin CF3) a −200 až −220 ppm (u CH2F). Toto široké rozpětí může působit potíže při zaznamenávání spekter, například špatná rozlišení a nepřesná integrování.

## Chemické posuny
Popsané chemické posuny u 19F NMR se významně liší, často o více než 1 ppm, a to i při použití téhož rozpouštědla.
Jako referenční sloučenina se pro 19F NMR používá CFCl3, a to již od 50. let 20. století, podrobné pokyny pro jejich měření dosud nebyly vydány.
Zkoumání faktorů ovlivňujících chemické posuny ve fluorové NMR spektroskopii ukázalo, že největší vliv má rozpouštědlo (∆δ = ±2 ppm, někdy i více). Byla připravena referenční tabulka podle jednotlivých rozpouštědel pro 5 sloučenin (CFCl3, C6H5F, PhCF3, C6F6, a CF3CO2H), což umožnilo reprodukovatelné referencování s přesností ±30 ppb. Měřeny byly tyto chemické posuny vůči čistému CFCl3:
|              | CFCl3 | C6H5F   | PhCF3  | C6F6    | CF3CO2H |
| ------------ | ----- | ------- | ------ | ------- | ------- |
| Rozpouštědlo | [ppm] | [ppm]   | [ppm]  | [ppm]   | [ppm]   |
| CDCl3        | 0,65  | −112,96 | −62,61 | −161,64 | −75,39  |
| CD2Cl2       | 0,02  | −113,78 | −62,93 | −162,61 | −75,76  |
| C6D6         | −0,19 | −113,11 | −62,74 | −163,16 | −75,87  |
| Aceton-d6    | −1,09 | −114,72 | −63,22 | −164,67 | −76,87  |

Celkem bylo použito 11 deuterovaných rozpouštědel a prozkoumáno přes 240 fluorovaných sloučenin.

### Předpovídání chemických posunů
Při 19F NMR se chemické posuny předvídají obtížněji než u 1H NMR; bývají výrazně ovlivňovány excitovanými stavy elektronů, zatímco u 1H NMR na ně nejvíce působí diamagnetické jevy.

### Fluormethylované sloučeniny
| −R           | δ (ppm) |
| ------------ | ------- |
| H            | −78     |
| CH3          | −62     |
| CH2CH3       | −70     |
| CH2NH2       | −72     |
| CH2OH        | −78     |
| CH=CH2       | −67     |
| C≡CH         | −56     |
| CF3          | −89     |
| CF2CF3       | −83     |
| F            | −63     |
| Cl           | −29     |
| Br           | −18     |
| I            | −5      |
| OH           | −55     |
| NH2          | −49     |
| SH           | −32     |
| C(=O)Ph      | −58     |
| C(=O)CF3     | −85     |
| C(=O)OH      | −77     |
| C(=O)F       | −76     |
| C(=O)OCH2CH3 | −74     |

| −R      | δ (ppm) |
| ------- | ------- |
| H       | −144    |
| CH3     | −110    |
| CH2CH3  | −120    |
| CF3     | −141    |
| CF2CF3  | −138    |
| C(=O)OH | −127    |

| −R      | δ (ppm) |
| ------- | ------- |
| H       | −268    |
| CH3     | −212    |
| CH2CH3  | −212    |
| CH2OH   | −226    |
| CF3     | −241    |
| CF2CF3  | −243    |
| C(=O)OH | −229    |

### Fluoralkeny
U vinylfluorových substituentů lze chemický posun pro 19F odhadnout podle tohoto vzorce:
{\displaystyle \delta _{C=CF}~[{\text{ppm}}]=-133,9+Z_{\text{cis}}+Z_{\text{trans}}+Z_{\text{gem}}+S_{\text{cis/trans}}+S_{\text{cis/gem}}+S_{\text{trans/gem}},}
kde Z je statistický chemický posun daného substituentu a S interakční faktor. V tabulce níže jsou uvedeny některé takto získané hodnoty:
| Substituent R | Zcis  | Ztrans | Zgem |
| ------------- | ----- | ------ | ---- |
| −H            | −7,4  | −31,3  | 49,9 |
| −CH3          | −6,0  | −43,0  | 9,5  |
| −CH=CH2       | –     | –      | 47,7 |
| −Ph           | −15,7 | −35,1  | 38,7 |
| −CF3          | −25,3 | −40,7  | 54,3 |
| −F            | 0     | 0      | 0    |
| −Cl           | −16,5 | −29,4  | –    |
| −Br           | −17,7 | −40,0  | –    |
| −I            | −21,3 | −46,3  | 17,4 |
| −OCH2CH3      | −77,5 | –      | 84,2 |

| Substituent | Substituent | Scis/trans | Scis/gem | Strans/gem |
| ----------- | ----------- | ---------- | -------- | ---------- |
| −H          | −H          | −26,6      | –        | 2,8        |
| −H          | −CF3        | −21,3      | –        | –          |
| −H          | −CH3        | –          | 11,4     | –          |
| −H          | −OCH2CH3    | −47,0      | –        | –          |
| −H          | −Ph         | −4,8       | –        | 5,2        |
| −CF3        | −H          | −7,5       | −10,6    | 12.5       |
| −CF3        | −CF3        | −5,9       | −5,3     | −4,7       |
| −CF3        | −CH3        | 17,0       | –        | –          |
| −CF3        | −Ph         | −15,6      | –        | −23,4      |
| −CH3        | −H          | –          | −12,2    | –          |
| −CH3        | −CF3        | –          | −13,8    | −8,9       |
| −CH3        | −Ph         | –          | −19,5    | −19,5      |
| −OCH2CH3    | −H          | −5,1       | –        | –          |
| −Ph         | −H          | –          | –        | 20.1       |
| −Ph         | −CF3        | −23,2      | –        | –          |

### Fluorbenzeny
Při určování 19F chemických posunů aromatických organofluoridů, především fenylfluoridů, se používá jiná přibližná rovnice:
{\displaystyle \delta _{F}~[{\text{ppm}}]=-113.9+\Sigma Z_{\text{ortho}}+\Sigma Z_{\text{meta}}+\Sigma Z_{\text{para}},}
kde Z je statistický chemický posun substituentu v dané poloze vůči atomu fluoru. V následující tabulce jsou uvedeny příklady hodnot pro některé funkční skupiny:
| Substituent | Zortho | Zmeta | Zpara |
| ----------- | ------ | ----- | ----- |
| −CH3        | −3,9   | −0,4  | −3,6  |
| −CH=CH2     | −4,4   | 0,7   | −0,6  |
| −F          | −23,2  | 2,0   | −6,6  |
| −Cl         | −0,3   | 3,5   | −0,7  |
| −Br         | 7,6    | 3,5   | 0,1   |
| −I          | 19,9   | 3,6   | 1,4   |
| −OH         | −23,5  | 0     | −13,3 |
| −OCH3       | −18,9  | −0,8  | −9,0  |
| −NH2        | −22,9  | −1,3  | −17,4 |
| −NO2        | −5,6   | 3,8   | 9,6   |
| −CN         | 6,9    | 4,1   | 10,1  |
| −SH         | 10,0   | 0,9   | −3,5  |
| −CH(=O)     | −7,4   | 2,1   | 10,3  |
| −C(=O)CH3   | 2,5    | 1,8   | 7,6   |
| −C(=O)OH    | 2,3    | 1,1   | 6,5   |
| −C(=O)NH2   | 0,5    | −0,8  | 3,4   |
| −C(=O)OCH3  | 3,3    | 3,8   | 7,1   |
| −C(=O)Cl    | 3,4    | 3,5   | 12,9  |

## Spin–spinové interakce
Spin–spinové interakce 19F-19F jsou obecně silnější než u 1H-1H, velké rozsahy (2J, 3J, 4J či dokonce 5J) jsou běžnější; větší rozsah interakcí vede k nižší hodnotě interakčních konstant. Často dochází také k interakcím vodíku s fluorem, což se také projevuje na vzhledu spekter. U geminálních vodíků mohou hodnoty interakčních konstant dosahovat i 50 Hz. S fluorem takto mohou interagovat i jiná jádra. Interakce mezi jednotlivými atomy fluoru mívají výrazně větší konstanty než interakce H-H, většinou mezi 250 a 300 Hz.

## MRI
19F lze využít v MRI jako náhradu 1H. Potíže s nižší citlivostí je možné překonat použitím měkkých nanočástic. Kontrastní látky mohou být citlivé na pH, teplotu, enzymy, ionty kovů, a redoxní reakce; lze je také použít pro dlouhodobé značkování buněk.